# Ryszard Szurkowski
Ryszard Jan Szurkowski (Świebodów, 12 gennaio 1946 – Radom, 1º febbraio 2021) è stato un ciclista su strada polacco.

## Palmarès

### Strada
- 1968

6ª tappa Tour de Pologne (Rybnik > Brzeg)
- 1969

Classifica generale Circuit de la Sarthe
1ª tappa Course de la Paix (Varsavia > Lodz)
7ª tappa Tour de Pologne (Kołobrzeg > Nowogard)
8ª tappa Tour de Pologne (Nowogard > Strzelce Krajeńskie)
Campionati polacchi, Prova in linea Dilettanti
- 1970

1ª tappa Course de la Paix (Praga > Karlovy Vary)
3ª tappa Course de la Paix (Plzen > Usti nad Labem)
5ª tappa Course de la Paix (Hradec Kralove > Wroclaw)
Classifica generale Course de la Paix
4ª tappa Scottish Milk Race (Perth > Dunoon)
3ª tappa Tour of Algeria
7ª tappa Tour of Algeria
- 1971

4ª tappa Tour of Algeria (Tiaret > El Khemis)
7ª tappa Tour of Algeria (Bou Saada > Biskra)
Classifica generale Tour of Algeria
Classifica generale Grand Prix d'Annaba
8ª tappa, 1ª semitappa Course de la Paix (Bischofswerda > Dresda)
14ª tappa Course de la Paix (Liberec > Praga)
Classifica generale Course de la Paix
2ª tappa, 1ª semitappa Tour of Małopolska (Krynica > Nowy Sącz)
2ª tappa, 2ª semitappa Tour of Małopolska (Nowy Sącz > Limanowa)
6ª tappa Tour de Pologne (Rawicz > Zgorzelec
10ª tappa Tour de Pologne (Rybnik > Rybnik)
3ª tappa Grand Prix Tell (Altdorf > Triengen)
2ª tappa, 2ª semitappa Tour of Bulgaria - South (Dupnitsa > Pazardzhik)
6ª tappa Tour of Bulgaria - South (Slanchev Bryag > Dobrich)
9ª tappa Tour of Bulgaria - South (Lovech > Vratza)
10ª tappa Tour of Bulgaria - South (Vratza > Sofia)
Classifica generale Tour of Bulgaria - South
- 1972

1ª tappa Tour of Algeria (Algeri > Tizi Ouzou)
6ª tappa Tour of Algeria (Boukhari > Khemis Miliana)
7ª tappa Tour of Algeria (El Khemis > Tiaret)
10ª tappa Tour of Algeria (Orano > Mostaganem)
Prologo Grand Prix d'Annaba (Annaba > Annaba)
2ª tappa, 1ª semitappa Grand Prix d'Annaba (Azzaba > Skikda)
2ª tappa, 2ª semitappa Grand Prix d'Annaba (Skikda > Annaba)
Bielsko - Biala
Course de l'Amitié
Tour de l'Eure et Loire
9ª tappa Course de la Paix (Zlin > Trzyniec)
12ª tappa Course de la Paix (Rzeszów > Lublin)
13ª tappa Course de la Paix (Lublin > Varsavia)
1ª tappa Scottish Milk Race (Glasgow > Leven)
4ª tappa Scottish Milk Race (East Kilbride > Dumfries)
Classifica generale Scottish Milk Race
- 1973

Prologo Course de la Paix (Praga > Praga, cronometro)
3ª tappa Course de la Paix (Brno > Dubnica)
8ª tappa, 1ª semitappa Course de la Paix (Starachowice > Radom, cronometro)
Classifica generale Course de la Paix
1ª tappa Tour de Pologne (Varsavia > Varsavia, cronometro)
2ª tappa Tour de Pologne (Varsavia > Sochaczew)
4ª tappa Tour de Pologne (Inowroclaw > Piła)
6ª tappa Tour de Pologne (Sławno > Koszalin, cronometro)
11ª tappa Tour de Pologne (Lubin > Leszno)
Grand Prix d'Annaba
Course de l'Amitié
Montagnes de Saint-Croix
Campionati del mondo, Gara in linea Dilettanti
- 1974

Classifica generale Tour du Limousin
3ª tappa Milk Race (Wolverhampton > Llandudno)
5ª tappa Milk Race (Chester > Nottingham)
1ª tappa Tour of Małopolska (Kraków > Zakopane)
2ª tappa Tour of Małopolska (Lysa Polana > Wierch Poronca, cronometro)
5ª tappa Tour of Małopolska (Grybow > Nowy Sacz)
Classifica generale Tour of Małopolska
Campionati polacchi, Prova in linea Dilettanti
Warszawa - Łódź
5ª tappa Tour de l'Avenir (Pamiers > Seo de Urgel)
6ª tappa Tour de Pologne (Rybnik > Szczyrk)
11ª tappa Tour de Pologne (Kraśnik > Radom)
- 1975

2ª tappa Tour du Loir-et-Cher
4ª tappa Région Pays de la Loire Tour (Beaumont sur Sarthe > Le Mans)
8ª tappa Course de la Paix (Trzyniec > Opole)
Classifica generale Course de la Paix
Campionati polacchi, Prova in linea Dilettanti
Promotion Pernod
4ª tappa GP Québec (Québec > Québec)
Ziennik - Lodzki
2ª tappa Scottish Milk Race (Ayr > Dumfries)
4ª tappa Scottish Milk Race (Galashiels > Leven)
- 1976

8ª tappa Settimana Lombarda (Curno > Curno)
2ª tappa Tour of Małopolska (Gorlice > Limanowa)
2ª tappa Milk Race (Swindon > Great Malvern)
3ª tappa Milk Race (Great Malvern > Aberystwyth)
10ª tappa Milk Race (Darlington > Penrith)
- 1977

Puchar Mon
1ª tappa Milk Race (Southend > Norwich)
Classifica generale Dookola Mazowsza
1ª tappa Tour of Małopolska (Kraków > Gorlice)
3ª tappa Tour of Małopolska (Krynika > Grybów, cronometro)
Classifica generale Tour of Małopolska
- 1978

Classifica generale CCC Tour
2ª tappa Giro d'Austria (Graz > Klagenfurt)
5ª tappa Giro d'Austria (Kaprun > Innsbruck)
7ª tappa Giro d'Austria (Salzburg > Linz)
8ª tappa Giro d'Austria (Pucking, cronometro)
1ª tappa Dookola Mazowsza (Mlawa > Mlawa)
4ª tappa Dookola Mazowsza (Przasnysz > Sokolow Podlaski)
Classifica generale Dookola Mazowsza
Campionati polacchi, Prova in linea Dilettanti
- 1979

Classifica generale Tour of Egypt
4ª tappa Vuelta al Táchira (Barinas > Barinas)
2ª tappa Niedersachsen Rundfahrt (Braunschweig > Hannover)
11ª tappa Tour de Pologne (Jelenia Gora > Karpacz)
11ª tappa Tour de Pologne (Jelenia Gora > Leszno)
Campionati polacchi, Prova in linea Dilettanti
3ª tappa Dookola Mazowsza (Siedlce > Ciechanow)
- 1980

Puchar Mon
Classifica generale Niederösterreich Rundfahrt
6ª tappa Niedersachsen Rundfahrt (Cloppenburg > Oldenburg)
2ª tappa Giro d'Austria (Vienna > Linz)
- 1981

Classifica generale CCC Tour
7ª tappa Olympia's Tour (Hoogezan-Sappemeer > Hardewijk)
Grand Prix de l'Equipe
Flèche d'Or (cronocoppie con Tadeusz Mytnik)
- 1983

2ª tappa Piaseczna (Piaseczna > Piaseczna)
2ª tappa Dookola Mazowsza (Piaseczno > Sokolow Podlaski)
- 1984

11ª tappa Tour de Pologne (Varsavia > Radom)

#### Altri successi
- 1968

Criterium di Karkonosze
- 1969

Criterium di Karkonosze
- 1970

Classifica a punti Course de la Paix
- 1971

5ª tappa Tour of Algeria (El Khemis > Medea, cronosquadre)
Pre-Olympic Road Race
Classifica scalatori Tour de Pologne
Classifica a punti Tour de Pologne
- 1972

Classifica a punti Grand Prix d'Annaba
Bydgoszczy
GP Wielkopolska
Criterium di Poznań
Criterium di Warszawa
Classifica scalatori Course de la Paix
- 1973

Classifica scalatori Course de la Paix
Classifica a punti Tour de Pologne
Campionati del mondo, Cronosquadre Dilettanti
Rund um Thiersee
- 1974

Glos Korzalinski
Classifica a punti Milk Race
Campionati polacchi, Prova in salita
Classifica scalatori Tour de Pologne
Classifica a punti Tour de Pologne
- 1975

Archer GP
Criterium di Lövenich
Unnaer Sparkassen Cup
Osterrennen, Rund durch Unna
Classifica a punti Scottish Milk Race
Campionati del mondo, Cronosquadre Dilettanti
- 1976

Classifica a punti Milk Race
- 1978

Grody Piastowski
Osterrennen, Rund durch Unna
- 1979

Grand Prix d'Annaba
GP Wielkopolska
Criterium di Włocławek
Classifica a punti Tour de Pologne
- 1980

Criterium di Gdańsk
- 1984

Memoriał Józefa Grundmana
Classifica generale GP Doliny Baryczy

### Ciclocross
- 1967-1968

Campionati polacchi, Prova Elite

## Piazzamenti

### Competizioni mondiali
- Campionati mondiali

Brno 1969 - In linea Dilettanti: 39°
Mendrisio 1971 - In linea Dilettanti: 4°
Barcellona 1973 - In linea Dilettanti: vincitore
Barcellona 1973 - Cronosquadre Dilettanti: vincitore
Montreal 1974 - In linea Dilettanti: 2°
Yvoir 1975 - In linea Dilettanti: 28°
Yvoir 1975 - Cronosquadre Dilettanti: vincitore
San Cristóbal 1977 - In linea Dilettanti: 22°
Valkenburg 1979 - In linea Dilettanti: 8°
- Giochi olimpici

Monaco di Baviera 1972 - Prova in linea: 31°
Monaco di Baviera 1972 - Cronosquadre: 2°
Montreal 1976 - Prova in linea: 12°
Montreal 1976 - Cronosquadre: 2°